# Bernardo Hoyos Montoya
Bernando Hoyos Montoya (Belén de Umbría, 2 de marzo de 1940),  Es un Sacerdote católico y político colombiano, senador y exalcalde de Barranquilla. Muchas de las políticas durante su administración se basaron en la Teología de la Liberación. Hoyos fue el primer alcalde de Barranquilla elegido bajo la Constitución de Colombia de 1991; fue reelegido en 1998.

## Vida sacerdotal
Hoyos Montoya nació el 2 de marzo de 1940 en Belén de Umbría, entonces departamento de Caldas, actualmente departamento de Risaralda, en una familia de ricos hacendados cafeteros y catorce hermanos.
Cuando cumplió los dieciocho años se unió a la comunidad salesiana donde fue ordenado como sacerdote. En 1961 realizó el noviciado en la población de La Ceja, departamento de Antioquia. 
Llegó en 1984 a Barranquilla con el plan de fundar la Universidad a Distancia del Sur (Unisur). Hoyos realizaba su labor social como sacerdote de la iglesia católica en la zona popular de Don Bosco. Su tarea se enfocó en la organización y educación popular. Empezó haciendo manifestaciones a los gobernadores y alcaldes de turno, hasta que fue elegido alcalde en 1992.
Los salesianos no le permitieron asumir la Secretaría Departamental de Educación del Atlántico el 18 de enero de 1991.

### Educación
Bernardo Hoyos es licenciado en Teología del Instituto Teológico Salesiano, en Filosofía y letras clásicas de la Universidad de São Paulo (USP), en Ciencias Sociales y Pedagogía de la Universidad Federal de São João del-Rei (UFSJ). Además, posee una maestría en Ciencias Sociales de la Universidad Federal de Pará (UFPA) y cinco especializaciones en Organización comunitaria, Psico Orientación, Antropología Cultural, Antropología Física y Sociología rural.

## Vida política

### Alcalde de Barranquilla (1992-1994, 1998-2000)
Hoyos fue elegido en las elecciones municipales y departamentales del 8 de marzo de 1992 para la alcaldía de Barranquilla en representación del grupo político "Movimiento Ciudadano" apoyado por la Alianza Democrática M-19, tras ser escogido como candidato venciendo a Yaneth Suárez Caballero y a Humberto Caiaffa Rivas. En 1997 fue reelegido alcalde de Barranquilla para el periodo 1998-2000.

## Investigaciones

### Edificio de la Alcaldía de Barranquilla

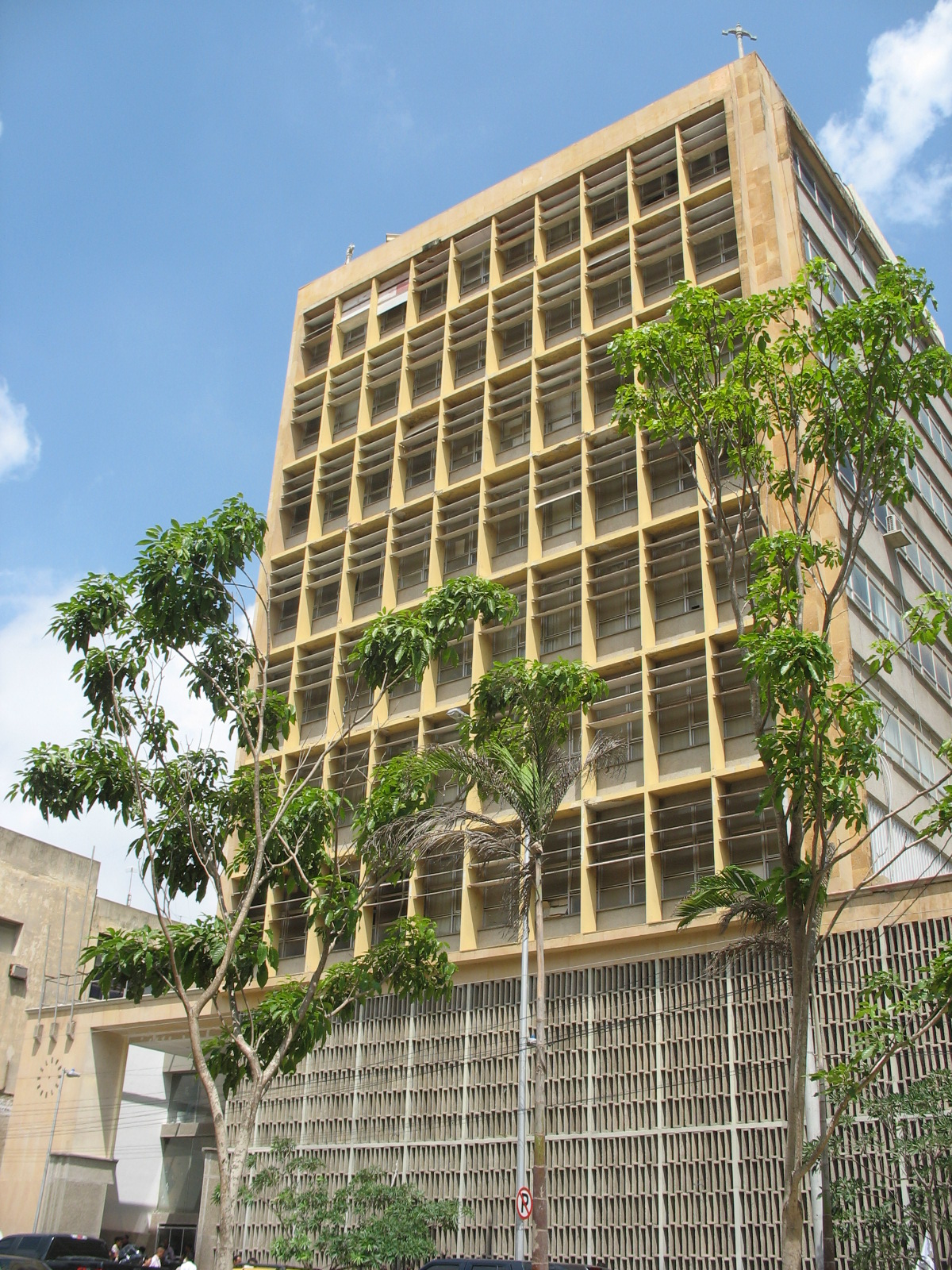
Edificio de la Alcaldía de Barranquilla.

Durante el primer período de la administración de Hoyos, adelantó algunas obras que beneficiaron a personas de bajos recursos, pero discriminó contra las zonas de nivel socioeconómico alto. En 1993 Hoyos efectuó contrataciones dudosas como la compra por 300% de su valor real del Edificio del Banco de la República donde fue instalada la sede de la Alcaldía de Barranquilla, en el paseo de Bolívar.
Hoyos realizó un contrato con Fernando Jorge Thorne para remodelar el edificio de la Alcaldía y que había sido comprado al Banco de la República por COP$500 millones de pesos. Como jefe de la oficina de presupuesto, Hoenigsberg escogió al contratista y fue el encargado de autorizar el dinero. El contrato se realizó por COP$ 1.490 millones de pesos. El contratista recibió 40% del valor total del contrato y el resto se convino que se pagaría contra actas de recibo parcial de obra. En 1994, sin haber comenzado las remodelaciones, Thorne ya había recibido COP$1.400 millones de pesos, casi la totalidad del costo del contrato. Cinco meses después, la alcaldía aprobó darle otros COP$1.500 millones de pesos al contratista, ya que este último alegaba que hacía falta dinero para terminar las remodelaciones.
En mayo de 1998, durante su segundo mandato como alcalde, Hoyos pagó nuevamente a Thorne una suma cercana a los COP$3.500 millones de pesos como un arreglo directo para pagarle intereses que se le adeudaban y mayores cantidades por la remodelación de la alcaldía de Barranquilla. Por este caso tanto Hoyos como Hoenigsberg fueron condenados a 7 y 9 años de prisión el 21 de junio de 2020, junto a otros implicados en el caso, entre ellos, Fernando Jorge Thorne. El entonces secretario de Hacienda Oswaldo Saavedra Ballesteros fue absuelto por este proceso penal.

### Caso Carlos Lajud
El periodista radial de deportes, Carlos Lajud Catalán, fue asesinado de un disparo en la cabeza por dos individuos que se movilizaban en una moto cuando se dirigía a la emisora ABC (propiedad del abogado, periodista, exgobernador del Atlántico y ex diplomático Ventura Díaz Mejía), donde transmitía el programa "Actualidad Deportiva". Los hechos ocurrieron en la calle 74 con carrera 47 esquina; Lajud había salido de su residencia, ubicada en la calle 79 con la carrera 42F.
Lajud denunció por la radio hechos de corrupción de la administración del alcalde Hoyos. Al parecer los asesinos de Lajud eran seguidores de Hoyos, por lo que se inició una investigación en su contra como posible autor intelectual. El 5 de junio de 2002, la Fiscalía General de la Nación precluyó el caso contra Hoyos "in dubio pro reo" ya que la evidencia presentada no convenció completamente al juez.

### Disputa con Caiaffa
El 27 de octubre de 2006, Hoyos fue acusado por un fiscal de la Unidad de Vida como presunto responsable de injuria y calumnia agravada, por haberse referido en términos desobligantes al exalcalde de Barranquilla Humberto Caiaffa. Hoyos criticó en un programa radial el manejo dado a las finanzas de la ciudad, en especial al sector que cubre el caño de la Ahuyama. Caiaffa interpuso la denuncia en abril de 2006.

### Caso de los terrenos de Juan Mina
El 15 de diciembre de 2007, Hoyos fue capturado por miembros del Departamento Administrativo de Seguridad (DAS) acusado del delito de "peculado a favor de terceros" y "celebración de contrato sin el lleno de los requisitos legales". En 1998, siendo alcalde de Barranquilla, Hoyos autorizó la compra por un valor de COP$4600 millones de un terreno denominado "El Vesubio" de 551 hectáreas, en la vía al corregimiento de Juan Mina, para construir un proyecto de vivienda de interés social para población desplazada por la violencia del conflicto armado colombiano.
El abogado defensor, José Humberto Torres, alegó que la administración del entonces alcalde Hoyos había suscrito el contrato de compra venta con el contratista (Sociedad Cure Vilaró), a quien pagaron las arras pero no cumplió con el contrato. El contratista nunca devolvió el dinero a la alcaldía.
El expediente decía que la alcaldía le entregó a Cure COP$1.100 millones de pesos, pero el contrato no se perfeccionó, y el saldo de 3.500 millones no se cubrió. Debido a esto, el contratista no entregó el terreno y tampoco devolvió el dinero anticipado, mientras que la alcaldía no hizo nada por recuperar el dinero.
También fue vinculado el entonces alcalde de Barranquilla Guillermo Hoenigsberg (Secretario de Hacienda durante la administración Hoyos), el exgerente de Fonvisocial Alcibiades Bustillo y un contratista.
Hoyos fue puesto en libertad junto a Hoenigsberg el 16 de abril de 2008 tras un error procesal, pero el 5 de octubre de 2011 fueron condenados por la justicia a 4 años de prisión cada uno por los delitos de peculado y celebración indebida de contratos.